# 乌兰德大街站
乌兰德大街站（德語：U-Bahnhof Uhlandstraße）是德国柏林地铁的一个车站，位于夏洛滕堡-威尔默斯多夫，途经的线路有柏林地铁1号线。
该站是柏林地铁1号线的终点站。